# Гуд Тандер (Минесота)
Гуд Тандер (енгл. Good Thunder) град је у америчкој савезној држави Минесота.

## Демографија
По попису из 2010. године број становника је 583, што је 9 (-1,5%) становника мање него 2000. године.
| Група             | 2000.       | 2010.       |
| Белци             | 578 (97,6%) | 566 (97,1%) |
| Афроамериканци    | 1 (0,2%)    | 8 (1,4%)    |
| Азијати           | 2 (0,3%)    | 0 (0,0%)    |
| Хиспаноамериканци | 0 (0,0%)    | 6 (1,0%)    |
| Укупно            | 592         | 583         |